# Ліліаніт
Ліліаніт — мінерал, бісмутова сульфосіль свинцю. Хімічна формула: Pb3[Bi2S6]. Містить (%): Pb — 50,46; Bi — 39,93; S — 15,61. Домішки: Ag, Cu, Zn, Fe, Sb, Se. Сингонія ромбічна. Утворює призматичні кристали, витягнуті по осі с, зернисті та радіальноволокнисті агрегати. Спайність досконала по (100), ясна по (010). Густина 7,0—7,2. Твердість 2—3. Колір сталево-сірий. Риса чорна. Блиск металічний. Знайдений як гідротермальний мінерал у родовищах Лілліан (штат Колорадо, США), Гладхамарі (Швеція), Букука (Забайкалля, РФ) та інших. Рідкісний.